# Isola di Apollo
L'isola di Apollo (in russo Остров Аполлонова?, ostrov Apollonova) è una piccola isola russa nell'Oceano Artico che fa parte della Terra di Zichy nell'arcipelago della Terra di Francesco Giuseppe.

## Geografia
L'isola di Apollo si trova nella parte centrale del gruppo delle isole di Zichy; è situata a est dell'isola di Payer, a 500 m da capo Ostryj Nos. A 1,3 km verso nord-est si trova l'isola di Stolička e 800 m verso nord ci sono gli scogli di Milovzorov. L'isola ha una forma arrotondata e un diametro di circa 500 m.